# Grom dźwiękowy

Fale uderzeniowe docierają kolejno do obserwatora

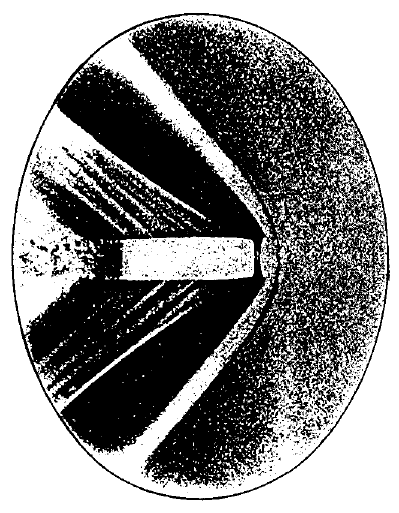
Jedna z pierwszych fotografii pocisku w czasie lotu wykonana przez Petera Salchera we współpracy z Ernstem Machem w roku 1886 w czasie ich wspólnych badań. Widoczna struktura akustycznej fali uderzeniowej

Grom dźwiękowy – efekt akustyczny towarzyszący rozchodzeniu się fali uderzeniowej, występujący także po jej rozprężeniu się. Wytwarzany przez obiekt poruszający się z prędkością naddźwiękową, wybuch lub piorun.
Uproszczony szkic (na górze) pokazuje układ skośnych fal uderzeniowych wokół samolotu lecącego z prędkością naddźwiękową. Do obserwatora dociera kolejno przednia i tylna fala uderzeniowa, dlatego słyszy on w takim przypadku charakterystyczny podwojony „bang”.
Warunkiem koniecznym powstawania skośnych fal uderzeniowych, rozchodzących się na dużą odległość (wiele kilometrów) od lecącego obiektu, jest jego naddźwiękowa prędkość. Rozpowszechnione mniemanie, że grom dźwiękowy powstaje przy przekraczaniu prędkości dźwięku, a jego źródłem jest „pokonywana bariera dźwięku”, jest całkowicie mylne. Wprawdzie już przy prędkościach mniejszych od prędkości dźwięku, ale po przekroczeniu krytycznej liczby Macha, pojawiają się w bezpośrednim otoczeniu obiektu fale uderzeniowe i obiekt (samolot) wchodzi w zakres prędkości, o którym mówi się potocznie „bariera dźwięku”, ale fale te są słabe i nie rozchodzą się na większe odległości.
Natomiast fale uderzeniowe w niewielkiej odległości od dużego obiektu lecącego z prędkością naddźwiękową niosą ze sobą tak znaczny skok ciśnienia (rzędu setek hPa), że ich działanie może być niszczące. Widoczny na rysunku obserwator, będąc w wynikającej ze skali rysunku odległości od niewielkiego samolotu lecącego z prędkością odpowiadającą liczbie Macha ponad 1,3 (co wynika z kąta odchylenia fal), nie odniósłby jednak fizycznych obrażeń.
W miarę zwiększania się odległości od samolotu generowana fala uderzeniowa słabnie i degeneruje się w silną falę dźwiękową, nie siejącą zniszczeń, ale stwarzającą dyskomfort mieszkańcom. Dlatego zabronione są loty z prędkością naddźwiękową nad gęsto zaludnionymi obszarami.